# Sergej Aksionov

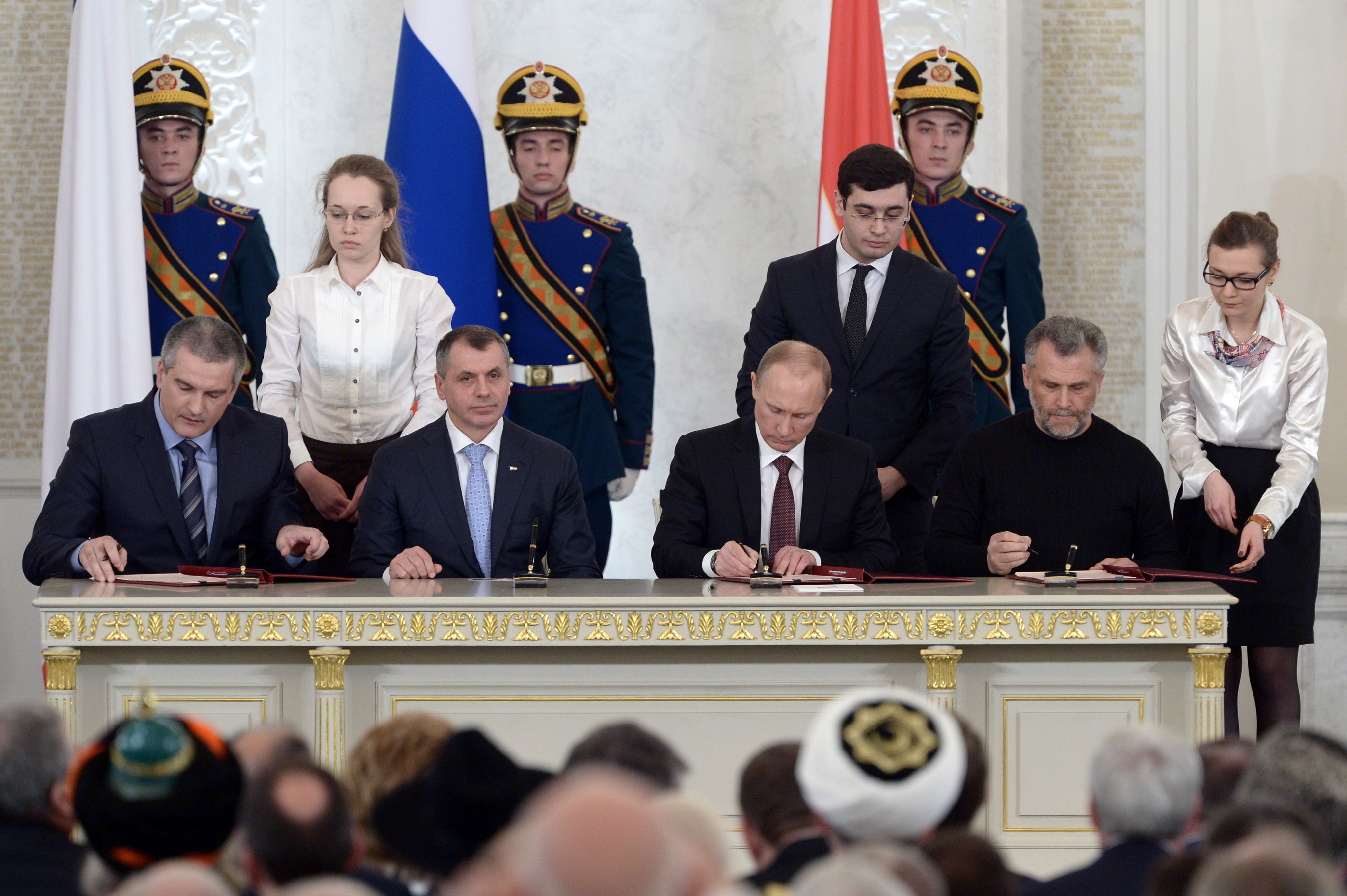
18 mars 2014 undertecknade Vladimir Putin, Vladimir Konstantinov, Sergej Aksionov och Aleksej Tjalyj avtalet med Ryssland om Republiken Krims upptagning i Ryssland.

Sergej Valerjevitj Aksionov (ryska: Сергей Валерьевич Аксёнов), född 26 november 1972 i Beltsy (nu Bălți) i Moldaviska SSR i Sovjetunionen, är en krimsk-rysk politiker som leder partiet Enade Ryssland (ryska: Русское Единство, Russkoje Jedinstvo) på Krim, och som sedan 27 februari 2014 är premiärminister/guvernör i Krim.
Aksionov installerades som premiärminister under ockupationen av Krim-parlamentet, som en reaktion på den nybildade ukrainska regeringen efter den avsatte presidenten Viktor Janukovytj. Normalt utses posten som premiärminister i Krim av Ukrainas president. Vladimir Putin utsåg den 14 april Sergej Aksionov till tillförordnad premiärminister för Krim fram till att han som folkvald ledare utsågs till ämbetet efter parlamentsvalet den 14 september 2014.
Aksionov utexaminerades 1993 från Militärpolitiska högskolan i Simferopol.

## Bakgrund
Sergej Aksionovs far Valeri Aksionov var officer i röda armén, stationerad i Moldavien. I slutet av 1980-talet grundade han Russian Community of Northern Moldova och blev dess direktör. Därefter utvidgades konflikterna mellan ryssar och moldavier till ett krig 1990. Ryska armén hjälpte de ryska paramilitära trupperna. Till slut blev Transnistrien avskilt från Moldavien 1992.
År 1989 flyttade Sergei Aksionov till Krim för att studera till officer, liksom sin far och farfar, men Sovjetunionen bröt samman före det.
År 2009 presenterade den tidigare chefredaktören för Krims Pravda, Mihail Baharev, polisdokument enligt vilka Aksionov var medlem av Krims största kriminella organisation Seilem (Salem) på 1990-talet och känd i undre världen som "troll". Domstolen frikände Baharev från anklagelser om förtal.

## Politik
Aksionovs parti fick bara 4 procent av röster i valet och tre platser i parlamentet i Krim.
Den 27 februari 2014[källa behövs] tog tungt beväpnade män över Krims parlament. Under deras kontroll valde parlamentsledamöterna Aksionov till premiärminister och beslutade om en folkomröstning för att skilja Krim från Ukraina.